# Aschot Geworkowitsch Jegiasarjan

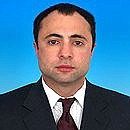
Porträt von Aschot Jegiarsarjan (2020)

Aschot Geworkowitsch Jegiasarjan (englische Umschrift Ashot Egiazaryan, russisch Ашот Геворкович Егиазарян; * 24. Juli 1965 in Moskau) ist ein russischer Politiker (LDPR).

## Biographie
Über Jegiasarjans Leben und Aktivitäten in den späten 1980er und frühen 1990er Jahren gibt es zahlreiche Informationen, die jedoch nur lückenhaft sind. 1987 (nach anderen Angaben 1988) schloss er ein Studium der Wirtschaftswissenschaften an der Lomonossow-Universität Moskau ab.
Von 1993 bis 1997 war Jegiasarjan Vorstandsvorsitzender der Moskauer Nationalbank. Im Sommer 1997 machte er bei der Gründung von „ProfMedia“, dem russischen Media Holding mit, dem von Wladimir Potanin kontrollierte Medienunternehmen angehörten.
Jegiasarjan ist seit 1999 Abgeordneter in der Duma. Seine Immunität als Parlamentarier wurde 2010 in Zusammenhang mit Unregelmäßigkeiten um den Neubau des Hotels Moskwa aufgehoben, und es besteht ein Haftbefehl. Er lebt in den Vereinigten Staaten.
Im September 2013 lehnte das US-Justizministerium die Forderung des Kreml ab, Jegiasarjan an Russland auszuliefern.
In seiner Abwesenheit wurde Jegiasarjan im Mai 2018 von einem Moskauer Gericht zu sieben Jahren Strafkolonie verurteilt.